# Nederlands kampioenschap sneldammen
Het Nederlands kampioenschap sneldammen wordt jaarlijks gespeeld. De maximale bedenktijd voor de gehele partij bedraagt 10 minuten.
Het is een traditie geworden dat het toernooi wordt gespeeld op een zaterdag in juni in de volgende klassen: 
- A-categorie
- B-categorie
- C-categorie
- vrouwen
- junioren
- aspiranten
- pupillen
- welpen

## Geschiedenis
In 1960 werd het eerste NK sneldammen georganiseerd door de Hengelose damvereniging Twente's eerste. Piet Roozenburg uit IJmuiden werd kampioen en eindigde voor Baris Dukel en Ben Wiggers. Van 1963 tot en met 1973 van het kampioenschap plaats in Dordrecht. Het evenement werd in deze periode gesponsord door de chocolade- en biscuitfabriek Victoria. Nadat dit bedrijf failliet ging vond het kampioenschap in 1974 en 1975 niet plaats. Wel vond er in 1975 voor het eerst een Nederlands kampioenschap sneldammen voor junioren plaats waarbij de spelers zich via de provincies moesten plaatsen. In 1976 werd dit kwalificatiesysteem van de junioren overgenomen bij de senioren. De provincies Zuid-Holland, Gelderland, Noord-Holland mochten vier, Utrecht en Overijssel beide drie en de overige provincies twee dammers afvaardigen voor het Nederlands kampioenschap. Het kampioenschap werd dat jaar gespeeld in denksportcentrum "De Remise" in Utrecht en gewonnen door Piet Roozenburg.

## Kampioenen
| Jaar | Plaats              | Goud                 | Zilver                                 | Brons                                         |
| ---- | ------------------- | -------------------- | -------------------------------------- | --------------------------------------------- |
| 1960 | Hengelo             | Piet Roozenburg      | Baris Dukel                            | Ben Wiggers                                   |
| 1963 | Dordrecht           | Jan van Leeuwen      | L.P. Kaïn                              | Lex Mulder                                    |
| 1964 | Dordrecht           | Ton Sijbrands        | onbekend                               | Jan van Leeuwen                               |
| 1965 | Dordrecht           | Fenno Boog           | Eddy Holstvoogd                        | Freek Gordijn                                 |
| 1966 | Dordrecht           | Ferdi Okrogelnik     | Freek Gordijn                          | V.d. veer                                     |
| 1967 | Dordrecht           | Ton Sijbrands        | Ruud Palmer                            | C. Varkevisser                                |
| 1968 | Dordrecht           | J. v. d. Weteringh   | Z. H. den Hartog                       | M. L. Vos                                     |
| 1969 | Dordrecht           | Ferdi Okrogelnik     | Fenno Boog                             | Weerheijm                                     |
| 1970 | Dordrecht           | Fenno Boog           | Ferdi Okrogelnik                       | Van Westerloo Johan Bastiaannet Jan de Ruiter |
| 1971 | Dordrecht           | Ton Sijbrands        | C. Varkevisser                         | Jan de Ruiter                                 |
| 1972 | Dordrecht           | Lex Mulder           | Krijn Toet                             | Hans Jansen                                   |
| 1973 | Dordrecht           | Johan Bastiaannet    | Theo Wemer                             | Frank Teer Anton Scholtanus                   |
| 1976 | Utrecht             | Piet Roozenburg      | Harm Wiersma                           | onbekend                                      |
| 1977 | Utrecht             | Hans Jansen          | Joost Hooijberg                        | onbekend                                      |
| 1978 | Utrecht             | Jannes van der Wal   | Hans Jansen Ruud Palmer Geert van Dijk | geen                                          |
| 1979 | Utrecht             | Jan de Ruiter        | Jannes van der Wal                     | Frank Teer                                    |
| 1980 | Amersfoort          | Jannes van der Wal   | Jos Stokkel                            | Bauke Bies                                    |
| 1981 | Soest               | Jannes van der Wal   | Auke Scholma                           | Hans Vermin                                   |
| 1982 | Soest               | Hans Vermin          | Cock van Leeuwen                       | Rob Clerc                                     |
| 1983 | Soest               | Jannes van der Wal   | Rob Clerc Jos Stokkel Van der Borst    | geen                                          |
| 1984 | Egmond aan Zee      | Rob Clerc            | Jannes van der Wal                     | onbekend                                      |
| 1985 | Egmond aan Zee      | Rob Clerc            | Johan Krajenbrink                      | Arie van de Weteringh                         |
| 1986 | Egmond aan Zee      | Johan Krajenbrink    | Rob Clerc                              | Joost Hooijberg                               |
| 1987 | Egmond aan Zee      | Rob Clerc            | Auke Scholma                           | Jacob Okken                                   |
| 1988 | Egmond aan Zee      | Rob Clerc            | Geert van Aalten                       | Johan Krajenbrink                             |
| 1989 | Egmond aan Zee      | Wieger Wesselink     | Auke Scholma                           | Rob Clerc                                     |
| 1990 | Egmond aan Zee      | Rob Clerc            | Wim van der Kooy Auke Scholma          | geen                                          |
| 1991 | Nieuwegein          | Auke Scholma         | onbekend                               | onbekend                                      |
| 1992 | De Lier             | Hein Meijer          | onbekend                               | onbekend                                      |
| 1993 | Woudsend            | Johan Krajenbrink    | Arjan van Leeuwen                      | Hans Jansen                                   |
| 1994 | Eerbeek             | Johan Krajenbrink    | Jan Mente Drent                        | onbekend                                      |
| 1995 | Kamperland          | Johan Krajenbrink    | onbekend                               | onbekend                                      |
| 1996 | Hengelo             | Hans Jansen          | Johan Krajenbrink                      | Arie van de Weteringh                         |
| 1997 | 's-Hertogenbosch    | Hans Jansen          | Martin Dolfing                         | Brakel                                        |
| 1998 | Alphen aan den Rijn | Hans Jansen          | Erno Prosman                           | Henk Klarenbeek                               |
| 1999 | Harderwijk          | Martin Dolfing       | Erno Prosman                           | Hans Jansen                                   |
| 2000 | De Bilt             | Erno Prosman         | Rein van der Pal                       | Hans Jansen                                   |
| 2001 | Loenen aan de Vecht | Erno Prosman         | Martin Dolfing                         | Tjalling Goedemoed                            |
| 2002 | Uddel               | Martin Dolfing       | Tjalling Goedemoed                     | Anton van Berkel                              |
| 2003 | Steenwijk           | Anton van Berkel     | Arie van de Weteringh                  | Richard Mooser en Marcel Knipper              |
| 2004 | Harderwijk          | Erno Prosman         | Ron Heusdens                           | Arie van de Weteringh                         |
| 2005 | Alphen aan den Rijn | Jean Marc Ndjofang   | Jeroen van den Akker                   | Erno Prosman                                  |
| 2006 | Heino               | Jeroen van den Akker | Sven Winkel                            | Danny Slotboom                                |
| 2007 | Zaandam             | Hein Meijer          | Leopold Sekongo                        | Ben Provoost                                  |
| 2008 | Utrecht             | Anton van Berkel     | Hein Meijer                            | Anton Wiering                                 |
| 2009 | Utrecht             | Sven Winkel          | Hein Meijer                            | Ron Heusdens                                  |
| 2010 | Utrecht             | Ben Provoost         | Rik Keurentjes                         | Richard Kromhout                              |
| 2011 | Culemborg           | Jeroen van den Akker | Alexander Baljakin                     | Pim Meurs                                     |
| 2012 | Laren               | Roel Boomstra        | Ben Provoost                           | Anton van Berkel                              |
| 2013 | Utrecht             | Sven Winkel          | Jeroen van den Akker                   | Ben Provoost                                  |
| 2014 | Utrecht             | Jan Groenendijk      | Alexander Baljakin                     | Jos Stokkel                                   |
| 2015 | Utrecht             | Alexander Baljakin   | Jan Groenendijk                        | Roel Boomstra                                 |
| 2016 | Utrecht             | Roel Boomstra        | Alexander Baljakin                     | Wouter Sipma                                  |
| 2017 | Utrecht             | Roel Boomstra        | Alexander Baljakin                     | Hein Meijer                                   |
| 2018 | Utrecht             | Roel Boomstra        | Wouter Sipma                           | Anton van Berkel                              |
| 2019 | Utrecht             | Alexander Baljakin   | Henk Klarenbeek                        | Jan van Dijk                                  |
| 2020 | -                   | -                    | -                                      | -                                             |
| 2021 | -                   | -                    | -                                      | -                                             |
| 2022 | Apeldoorn           | Gerlof Kolk          | Martijn van IJzendoorn                 | Yuen Wong                                     |
| 2023 | Hoornhaar           | Gerlof Kolk          | Wouter Sipma                           | Rick Hakvoort                                 |
| 2024 | Utrecht             | Yuen Wong            | Anton van Berkel                       | Gerlof Kolk                                   |